# Pseudoplexaura porosa
Pseudoplexaura porosa är en korallart som först beskrevs av Houttuyn 1772.  Pseudoplexaura porosa ingår i släktet Pseudoplexaura och familjen Plexauridae. Inga underarter finns listade i Catalogue of Life.